# Maria Magdalena Boll
Maria Magdalena Boll, född Malmberg 1726, död i januari 1797, var en svensk barnmorska. 
Hon blev examinerad som barnmorska den 2 juli 1758 för Stockholms stad. Hon beskrivs som en av de mest framträdande i sitt yrke i Stockholm, och som en societetsbarnmorska anlitad av "de allra förnämsta av adeln". Bland hennes kunder fanns drottning Lovisa Ulrika. 
När Allmänna barnbördshuset grundades som egen institution 1775 blev professor David von Schulzenheim dess förste överläkare och dess första överbarnmorska blev Stockholms då mest anlitade societetsbarnmorska "Fru Boll", som också blev faddrar till det första barn som föddes där strax efter invigningen.
Enligt Allmänna Barnbördshusets matrikel: 
"No 12. Maria Magdalena Boll, född Malmberg 1726. Examinerad den 2 juli 1758 för Stockholms stad. Hennes Kungliga Majestäts Drottning LOVISA ULRICHAS barnmorska. Af Stockholms barnmorskor hon den förnämsta i anseende till en sällsynt application Därtill och mycket brukad i de förnämsta hus i Stockholm. Död i januari månad 1797."